# 绝美之城
《绝美之城》（義大利語：La grande bellezza）是一部保罗·索伦蒂诺执导的2013年意大利电影，由意大利与法国公司合制而成。2012年8月9日在罗马开拍，在第66届戛纳电影节主竞赛单元亮相，后来又参加2013年多伦多影展 与Reykjavik欧洲电影节。赢得第26届欧洲电影奖最佳影片、导演、男演员和剪辑四个大奖，以及金球奖、英国电影学院奖和第86届奥斯卡最佳外语片。

## 剧情
时年65岁的捷普是生长于罗马的作家，他经历过万众瞩目也经历过玩世不恭，经历过尔虞我诈，人生让他拥有一双冷静而透彻的眼睛，他直视罗马这座表面荣华但背后却遍布罪恶与堕落的“绝美之城”。

## 角色
- 托尼·瑟維洛: Jep Gambardella
- 卡洛·维爾多内: Romano
- 薩布瑞娜·費瑞利: Ramona
- Carlo Buccirosso: Lello Cava
- Iaia Forte: Trumeau
- Pamela Villoresi: Viola
- Galatea Ranzi: Stefania

## 评价
烂番茄新鲜度91%，平均分7.6； Metacritic上9家媒体综评85分，获得普遍赞誉。被《时代周刊》选为年度十佳影片第二名。 本片也被一些影评人视为是对已故的意大利艺术电影大师费里尼的致敬之作。

## 奖项
| 提名与得奖列表       | 提名与得奖列表    | 提名与得奖列表                    | 提名与得奖列表 |
| 奖项/影展            | 类别              | 提名者                            | 结果           |
| -------------------- | ----------------- | --------------------------------- | -------------- |
| 第66届戛纳电影节     | 金棕榈奖          | 保羅·索倫蒂諾                     | 提名           |
| 第53届意大利金球奖   |                   |                                   |                |
| 最佳导演             | 保羅·索倫蒂諾     | 提名                              |                |
| 最佳男演员           | 托尼·瑟維洛       | 提名                              |                |
| 最佳摄影             | Luca Bigazzi      | 獲獎                              |                |
| 最佳音乐             | Lele Marchintelli | 提名                              |                |
| 第67屆銀緞帶獎       | 最佳导演          | 保羅·索倫蒂諾                     | 提名           |
| 第67屆銀緞帶獎       | 最佳制片人        | Nicola Giuliano、Francesca Cima   | 提名           |
| 第67屆銀緞帶獎       | 最佳剧本          | 保羅·索倫蒂諾、Umberto Contarello | 提名           |
| 第67屆銀緞帶獎       | 最佳男配角        | 卡洛·维爾多内                     | 獲獎           |
| 第67屆銀緞帶獎       | 最佳女配角        | 薩布瑞娜·費瑞利                   | 獲獎           |
| 第67屆銀緞帶獎       | 最佳摄影          | Luca Bigazzi                      | 獲獎           |
| 第67屆銀緞帶獎       | 最佳服装          | Daniela Ciancio                   | 提名           |
| 第67屆銀緞帶獎       | 最佳音效          | Emanuele Cecere                   | 獲獎           |
| 第67屆銀緞帶獎       | 最佳配乐          | Lele Marchintelli                 | 提名           |
| 巴里國際影展         | 費里尼傑出電影獎  | 保羅·索倫蒂諾、托尼·瑟維洛        | 獲獎           |
| 第26届欧洲电影奖     | 最佳影片          | 保羅·索倫蒂諾                     | 獲獎           |
| 第26届欧洲电影奖     | 最佳导演          | 保羅·索倫蒂諾                     | 獲獎           |
| 第26届欧洲电影奖     | 最佳男演员        | 托尼·瑟維洛                       | 獲獎           |
| 第26届欧洲电影奖     | 最佳编剧          | 保羅·索倫蒂諾、Umberto Contarello | 提名           |
| 第26届欧洲电影奖     | 最佳剪辑          | Cristiano Travaglioli             | 獲獎           |
| 第18届卫星奖         | 最佳外语片        | 保羅·索倫蒂諾                     | 提名           |
| 第29届独立精神奖     | 最佳外语片        | 保羅·索倫蒂諾                     | 提名           |
| 国家评论协会         | 最佳外语片        | 保羅·索倫蒂諾                     | 獲獎           |
| 第17届好莱坞电影奖   | 最佳国际电影      | 保羅·索倫蒂諾                     | 獲獎           |
| 第17届好莱坞电影奖   | 最佳独立电影      | 保羅·索倫蒂諾                     | 獲獎           |
| 第17届好莱坞电影奖   | 最佳改编剧本      | 保羅·索倫蒂諾、Umberto Contarello | 獲獎           |
| 第17届好莱坞电影奖   | 最佳男演员        | 托尼·瑟維洛                       | 提名           |
| 第17届好莱坞电影奖   | 突破性演出        | 托尼·瑟維洛                       | 提名           |
| 第71届金球奖         | 最佳外语片        | 保羅·索倫蒂諾                     | 獲獎           |
| 第39届恺撒奖         | 最佳外语片        | 保羅·索倫蒂諾                     | 提名           |
| 第67届英国电影学院奖 | 最佳外语片        | 保羅·索倫蒂諾                     | 獲獎           |
| 第86届奥斯卡金像奖   | 最佳外语片        | 保羅·索倫蒂諾                     | 獲獎           |